# Yatsufusa-Sugi

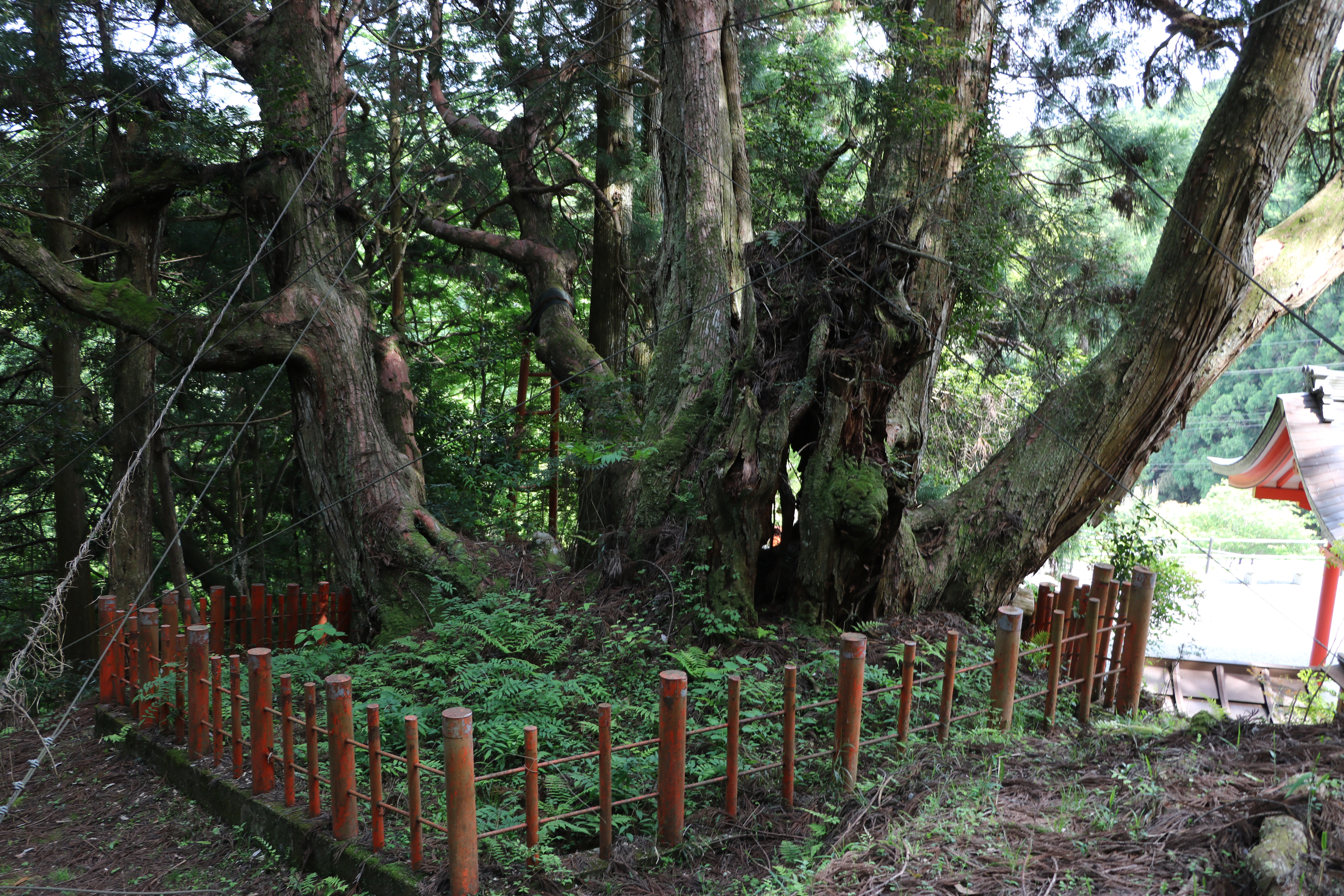
Yatsufusa-Sugi

Die Yatsufusa-Sugi (japanisch 八ツ房スギ) ist eine Gruppe dicht zusammengewachsener, alter Japanischer Zedern (Cryptomeria japonica) mit ungewöhnlicher Wuchsform. Sie befindet sich in Uda in der japanischen Präfektur Nara auf dem Gelände des Sakurami-Schreins (櫻實神社).
Der Name der Zeder bzw. Zederngruppe leitet sich von ihrem Aussehen ab: So bedeutet yatsu „acht Stück“ und fusa „Büschel/Traube“. Sie umfasst jedoch sechs Stämme, wovon der Größte einen Basisumfang von etwa acht Metern hat. Die Stämme wachsen zudem für eine Japanische Zeder teils ungewöhnlich gebogen und horizontal, anstatt senkrecht und aufrecht stehend.
Es heißt, dass die Zeder von dem mythischen Tennō Jimmu gepflanzt wurde, als er während der Befriedung Yamatos in „Uda Takaki“ lagerte. Ein kleiner Schrein aus vor der Edo-Zeit soll 1868 (Keiō 4) durch einen westlich der Zeder ersetzt worden sein. Die Yatsufusa-Sugi wurde am 25. April 1932 als nationales Naturdenkmal ausgewiesen.

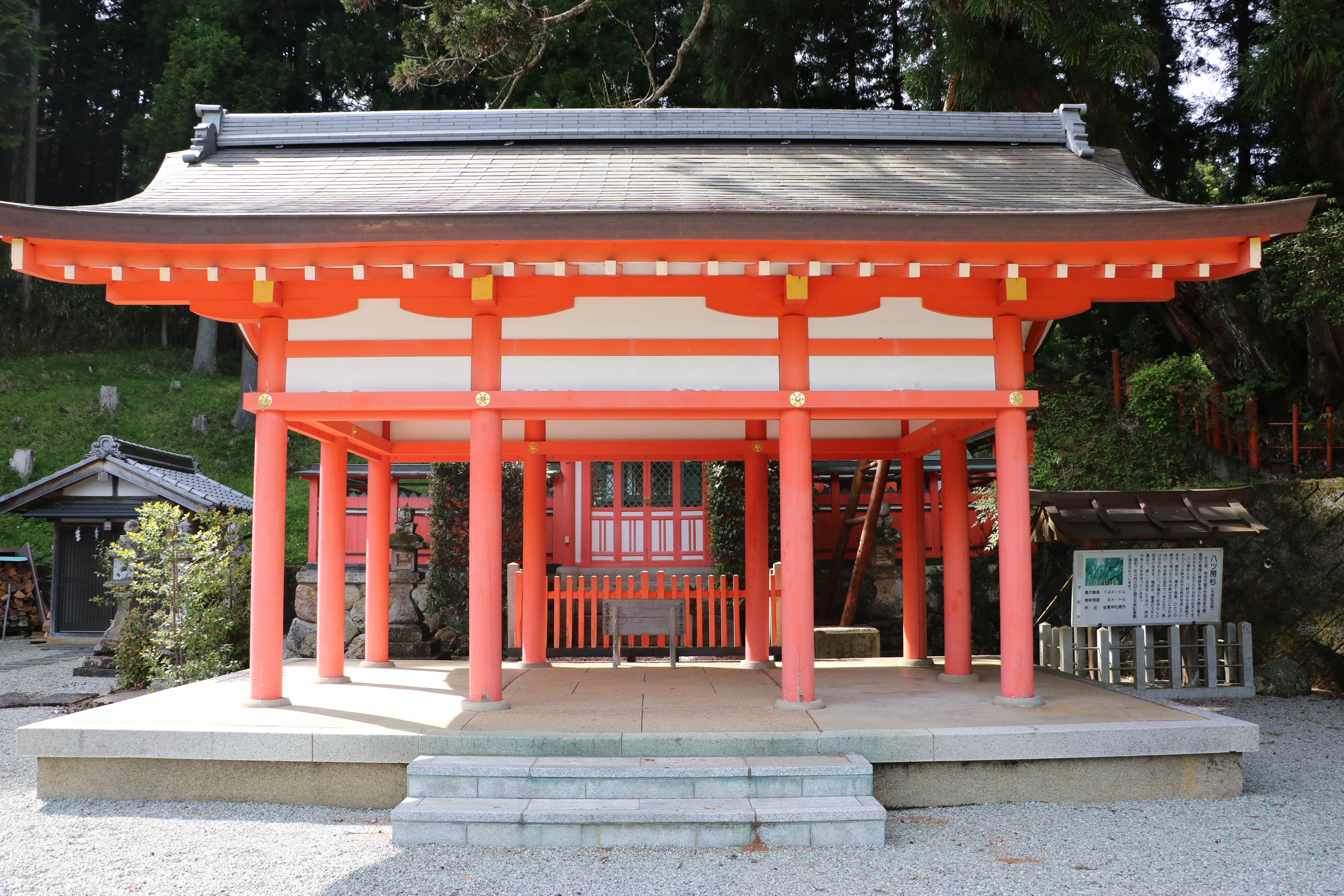
Sakurami-Schrein, Hauptgebäude
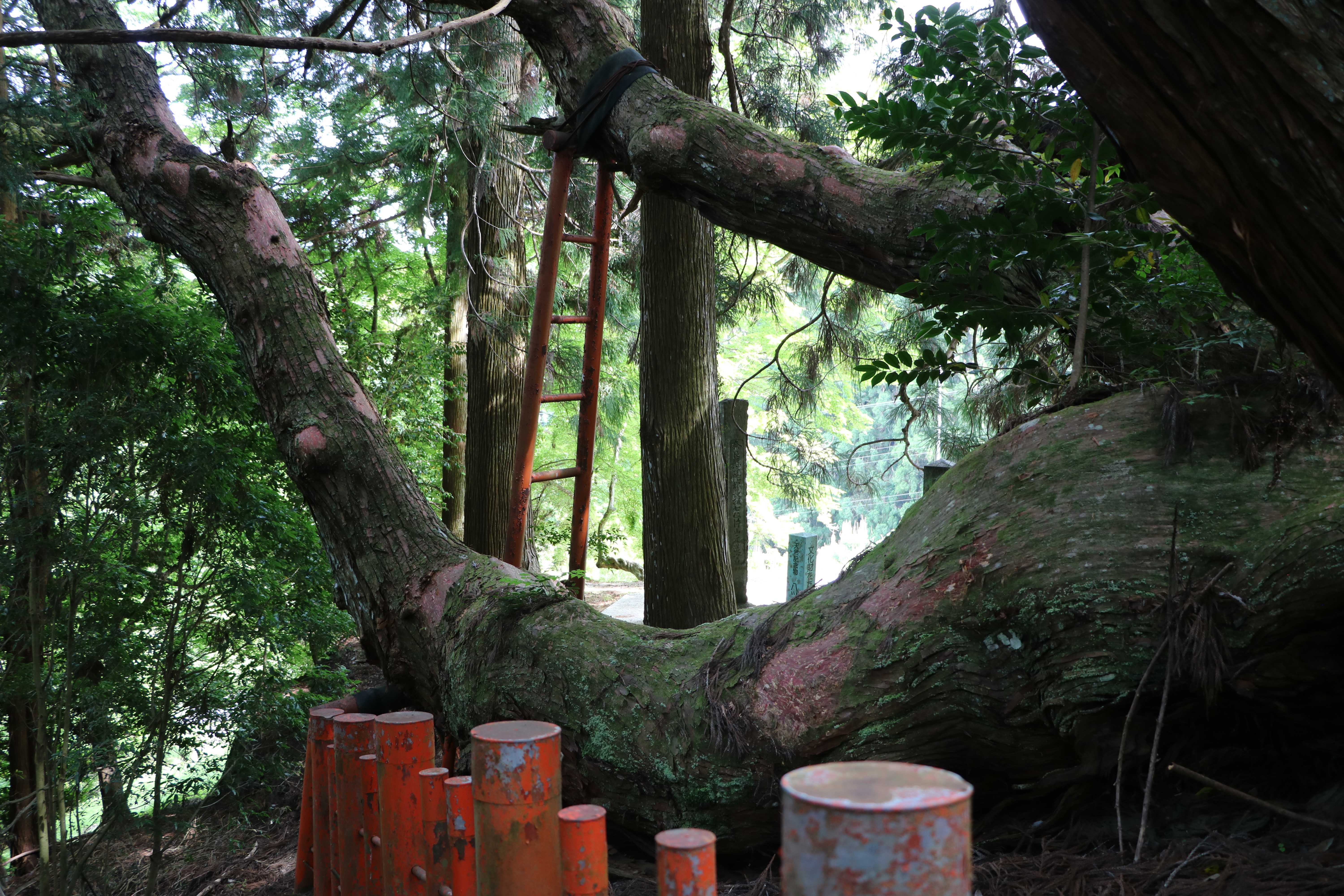
Einer der Stämme mit ungewöhnlich horizontaler Wuchsform
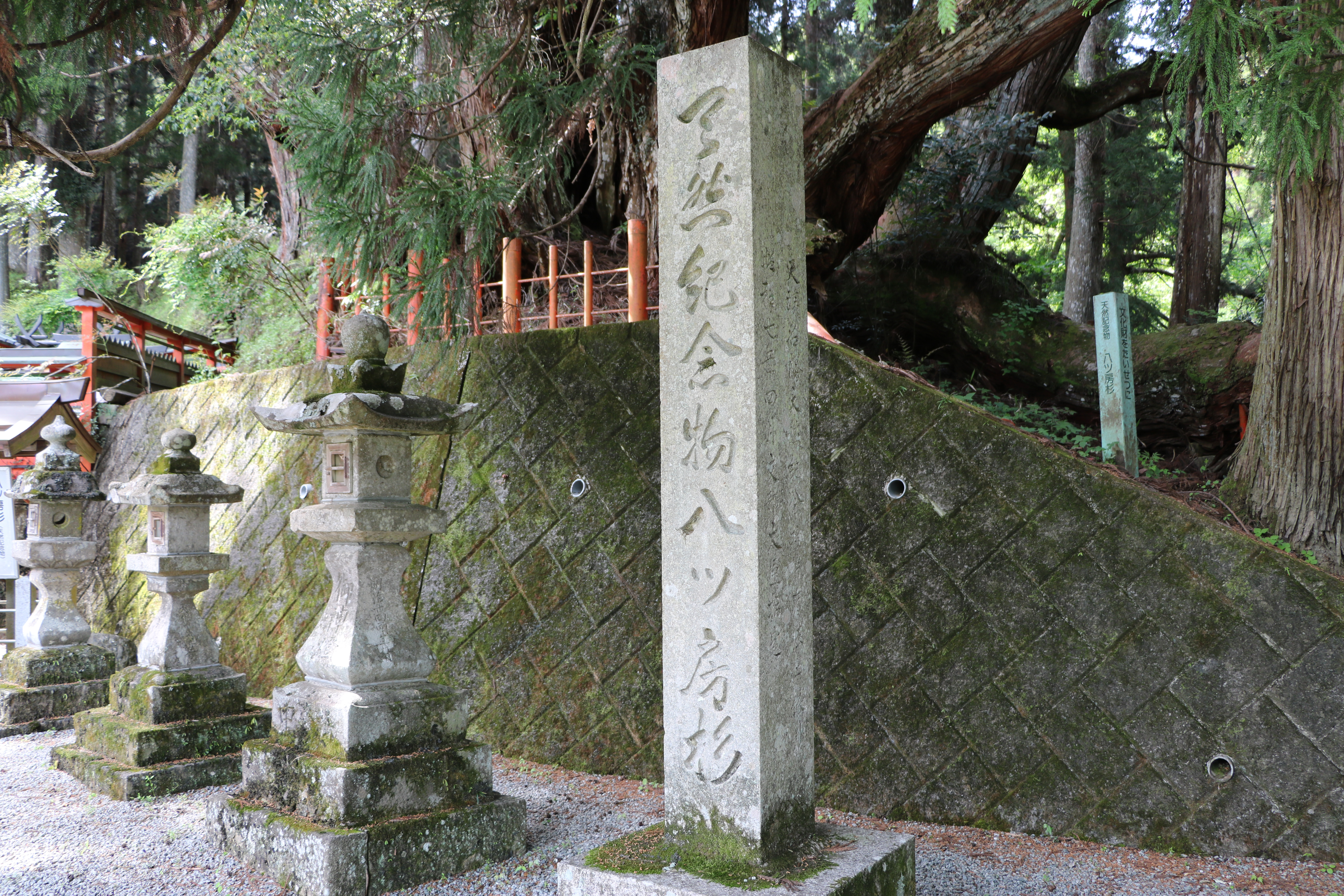
Stele, die die Yatsufusa-Sugi als Naturdenkmal ausweist